# 정정규
정정규(丁定圭, 1969년 6월 6일 ~ )은 대한민국의 제7·8·9대 경상남도 밀양시의원이다.

## 학력
- 백산국민학교 졸업
- 동명중학교 졸업
- 밀성고등학교 졸업
- 경남대학교 행정대학원 행정학과 석사 졸업

## 경력
- 신밀양 청년회의소(JC) 회장
- 밀양시 발전협의회 위원
- 밀양시 하남읍 읍정 자문위원
- 밀양경찰서 행정발전위원회 위원
- 밀양시 농업경영인 연합회 부회장
- 민주평화통일자문회의 밀양시 협의회 간사
- 밀양시 배드민턴연합회 상임부회장
- 밀양시 아동위원회 위원
- 하남읍 새마을 지도자 총무
- 새누리당 중앙당 청년위원
- 조해진 국회의원 청년부장
- 2014.7~2018.6 제7대 경상남도 밀양시의회 의원
- 2014.7~2016.7 제7대 경상남도 밀양시의회 전반기 의회운영위원회 간사
- 2014.7~2016.7 제7대 경상남도 밀양시의회 전반기 산업건설위원회 위원
- 2016.7~2018.6 제7대 경상남도 밀양시의회 후반기 총무위원회 위원장
- 경상남도 풋살연맹 자문위원
- 밀양시 새마을지회 이사
- 2018.7~2022.6 제8대 경상남도 밀양시의회 의원
- 2018.7~2020.7 제8대 경상남도 밀양시의회 전반기 부의장
- 2018.7~2020.7 제8대 경상남도 밀양시의회 전반기 산업건설위원회 위원
- 2020.7~2022.6 제8대 경상남도 밀양시의회 후반기 산업건설위원회 위원
- 국민의힘 밀양시 당협 민원소통특별위원장
- 동명중학교 운영위원장
- 밀양동명고등학교 운영위원장
- 2022.7~2024.2 제9대 경상남도 밀양시의회 의원
- 2022.7~2024.2 제9대 경상남도 밀양시의회 전반기 의장

## 수상
- 박근혜 대통령 민주평화통일자문회의 표창 수상
- 지방의정봉사상 수상

## 역대 선거 결과
|  | 37.32% |

|  | 24.16% |

|  | 45.37% |